# Christian Blinkenberg
Christian Sørensen Blinkenberg (født 15. februar 1863 i Ribe, død 25. januar 1948 i København) var dansk inspektør ved Nationalmuseet og arkæolog, der sammen med Karl Frederik Kinch fandt den Lindiske Tempelkrønike.
I perioden 1900-1914 stod de i spidsen for udgravninger ved Lindos på øen Rhodos, og i 1904 fandt de Tempelkrøniken fra 99 f.Kr.. For foden af Lindos findes der en mindeplade for Christian Blinkenberg og Karl Frederik Kinch. Dele af den Lindiske Tempelkrønike finde nu på Nationalmuseets Antiksamling i København.
Blinkenberg blev gift den 6. april 1894 i Stenmagle med Emma Henriette, født Juul, datter af justitsrådsmedlem Jacob Christian Juul. Han blev medlem af Videnskabernes Selskab 1913.